# Operculicarya pachypus
Operculicarya pachypus är en sumakväxtart som beskrevs av U. Eggli. Operculicarya pachypus ingår i släktet Operculicarya och familjen sumakväxter. Inga underarter finns listade i Catalogue of Life.